# Promontorio di Piombino e Monte Massoncello
Promontorio di Piombino e Monte Massoncello este o arie protejată (arie specială de conservare — SAC, sit de importanță comunitară — SCI) din Italia întinsă pe o suprafață de 712 ha, integral pe uscat.

## Localizare
Centrul sitului Promontorio di Piombino e Monte Massoncello este situat la coordonatele 42°57′51″N 10°29′54″E / 42.964167°N 10.498333°E.

## Înființare
Situl Promontorio di Piombino e Monte Massoncello a fost declarat sit de importanță comunitară în iunie 1995 pentru a proteja 22 de specii de animale. Situl a fost protejat și ca arie specială de conservare în mai 2016.

## Biodiversitate
Situată în ecoregiunea mediteraneană, aria protejată conține 7 habitate naturale: Pseudostepă cu ierburi și specii anuale de Thero-Brachypodietea, Faleze cu vegetație de Limonium spp. endemic de pe coastele mediteraneene, Tufărișuri termo-mediteraneene și de pre-deșert, Formațiuni scunde de Euphorbia în apropierea falezelor, Păduri de Quercus ilex și Quercus rotundifolia, Matorral arborescenți cu Juniperus spp., Peșteri marine scufundate complet sau parțial.
La baza desemnării sitului se află mai multe specii protejate:
- păsări (20): fâsă-de-câmp (Anthus campestris), Apus pallidus, caprimulg (Caprimulgus europaeus), prundăraș de sărătură (Charadrius alexandrinus), șerpar (Circaetus gallicus), corb (Corvus corax), șoim călător (Falco peregrinus), vânturel roșu (Falco tinnunculus), sfrâncioc cu cap roșu (Lanius senator), gaia roșie (Milvus milvus), mierlă albastră (Monticola solitarius), pietrar mediteranean (Oenanthe hispanica), ciuf-pitic (Otus scops), Phalacrocorax aristotelis desmarestii, corcodel-cu-gât-negru (Podiceps nigricollis), Prunella collaris, Sylvia hortensis, silvie de tufiș (Sylvia undata), chiră de mare (Thalasseus sandvicensis), fluturașul de stâncă (Tichodroma muraria)
- nevertebrate (1): Euplagia quadripunctaria
- reptile (1): țestoasă bănățeană (Testudo hermanni)

Pe lângă speciile protejate, pe teritoriul sitului au mai fost identificate 10 specii de plante, 1 specie de amfibieni, 3 specii de mamifere, 2 specii de nevertebrate, 6 specii de reptile.